# بيت نكاية

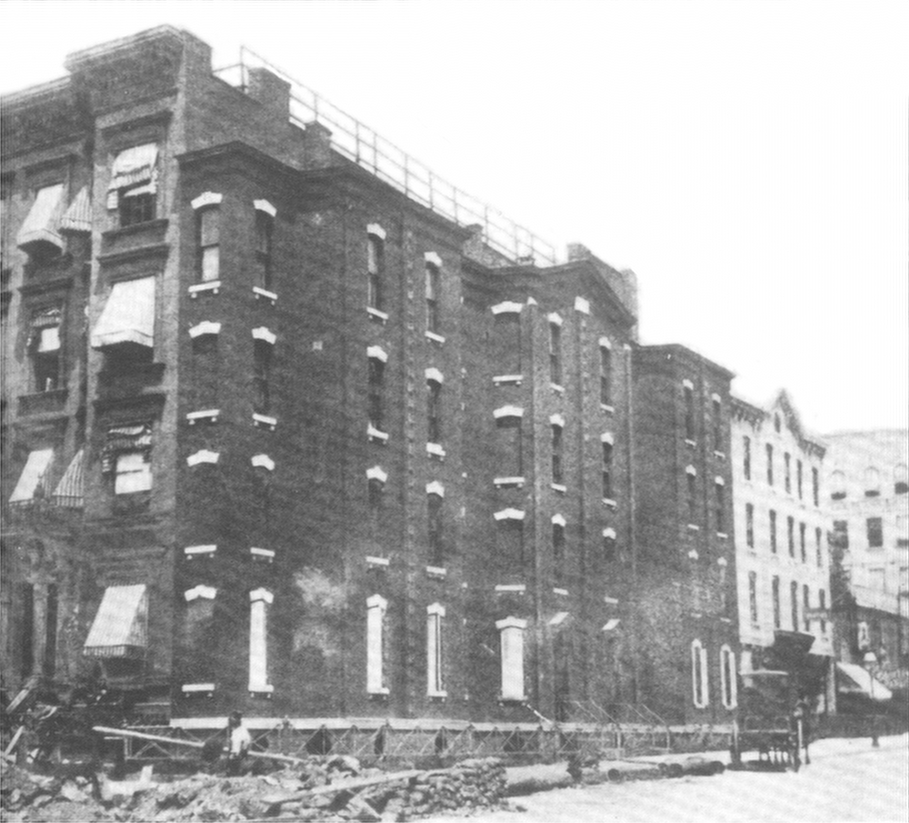
بيت نكاية عائلة ريتشاردسون عام 1895م.

بيت النكاية أو بيت الإغاظة أو بيت الإغضاب هو مبنى أو إنشاء أو ترميم معماري لإغاظة وتهييج الجيران أو أي مجموعة من الناس أو مُلّاك الأراضي، بيوت النكاية غالباً ما تكوّن عقبات وعوائق، أو تحجب النور أو الوصول إلى بيوت الجيران، أو كعلامة تشهيرية للمواجهة والإغاظة. ولأن احتلال مساحة على المدى الطويل هو في أحسن الأحوال اعتباراً ثانوياً وليس أساسياً في بنية المنطقة، منازل النكاية عادة ما تكون بأشكال غريبة وغير عملية.
منازل النكاية عادةً ما تكون أكثر ندرة من أسجية النكاية، ويعود هذا جزئياً إلى حقيقة أن قوانين البناء الحديثة غالباً ما تمنع بناء المنازل من المحتمل أن تؤثر على المناظر المطلة للجيران أو على الخصوصية، والسبب في الغالب هو أن بناء الأسجية أرخص بكثير من بناء المنازل.

## أمثلة
- في عام 1716م قام صانع أشرعة يُدعى توماس وودز ببناء منزل في ماربل هيد بولاية ماساتشوستس الأمريكية، وقد عُرِف لاحقاً باسم منزل النكاية القديم، وفقاً للنظرية، فإن المنزل كان مسكوناً من أخوين كل منهما كان يحتل جزءاً مختلفاً من المنزل. وكانا لا يتحدثان لبعضهما ويرفضان بيع حصتهما للآخر. تفسير آخر للحالة هو أن المنزل هذا بعرض ثلاث أمتار، كان عالياً لدرجة تحجب المناظر الخارجية للمنازل المجاورة في شارع أورني. بني المنزل لأن مالكه كان مستاءً جداً من مشاركة حصته الضئيلة من تَرِكة أبيه. لهذا قرر أن يفسد على إخوته الكبار المناظر الخارجية، لازال هذا المنزل موجوداً ومحتلاً من قِبل ساكنين.[3]بيت نكاية قديم في ماربلهيد (ماساتشوستس)، عام 1912م

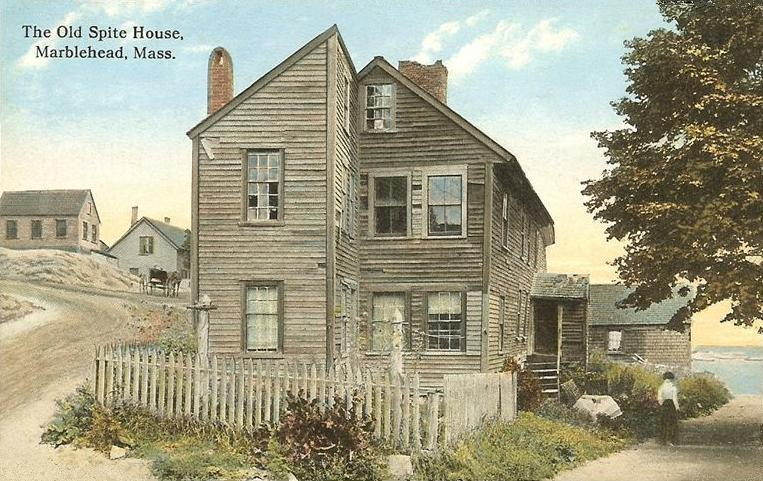
بيت نكاية قديم في ماربلهيد (ماساتشوستس)، عام 1912م

- في عام 1806م، ورث ثوماس مكوب من والده الأراضي وبناء السفن التجارية، وعاد إلى فيبسبورغ، ماين، من البحر ليكتشف أن أخ غير شقيق له قد ورث عائلته قصر البرية. فحزن على خسارته جداً وقرر بناء منزل مواجه للقصر لإغاظه أخيه غيرالشقيق. قامت دائرة المسح القومية للمباني التاريخية الأمريكية بتصوير المنزل وتوثيق حركة نقل منزل مكوب بواسطة بارجة عام 1925م من منزل النكاية في فيسبورغ ماين إلى روكبورت، ماين.[3]